# Saint-Léger-de-Montbrillais

Saint-Léger-de-Montbrillais este o comună în departamentul Vienne, Franța. În 2009 avea o populație de 390 de locuitori.